# Oleksandr Kučer
Oleksandr Mykolajovyč Kučer (ukrajinsky: Олександр Миколайович Кучер; * 22. října 1982) je bývalý ukrajinský profesionální fotbalista a současný trenér ukrajinského klubu Dnipro-1.

## Klubová kariéra
Kučer začal svou kariéru jako absolvent mládežnické akademie „Athlete“ Kyjev a Arsenal Kyjev, kde odehrál 59 zápasů a vstřelil 5 gólů. V roce 2002 přestoupil do Metalurhu Doněck, sezónu 2002/03 strávil na hostování v Arsenalu Charkiv, jednu sezónu v arménském Banantsu Jerevan v sezóně 2003/04 a další angažmá v Arsenalu v sezóně 2004/05. Za Arsenal odehrál během dvou sezón na hostování 26 zápasů. V 19 zápasech za Banants vstřelil 3 góly. Po 9 zápasech za Metalurh se Kučer během sezóny 2005/06 přesunul do Metalistu Charkiv, kde odehrál 28 zápasů, přičemž jeho jediné dva góly vsítil při porážce 5:2 s Černomorecem Oděsa. V sezóně 2006/07 přestoupil do Šachtaru Doněck. Za Šachtar debutoval jako náhradník při vítězství 5:0 nad svým bývalým klubem Metalist. Dne 9. srpna 2009 skóroval při vítězství 4:1 nad Metalurh Doněck. Ve finále Ukrajinského poháru 2011/12 vstřelil vítězný gól v prodloužení. Kučer skóroval také při vítězství 3:1 nad Dynamem Kyjev 4. září 2012.
Dne 11. března 2015 dostal nejrychlejší červenou kartu v historii Ligy mistrů, když byl vyloučen za faul na Thomase Müllera ve třetí minutě posledního osmifinálového zápasu proti Bayernu Mnichov. Bayern zápas vyhrál 7:0.

## Reprezentační kariéra
Kučer debutoval za ukrajinský národní tým 15. srpna 2006 při vítězství v přátelském zápase 6:0 nad Ázerbájdžánem. Svůj první gól za Ukrajinu vstřelil 11. října 2006 při vítězství 2:0 v kvalifikaci na Mistrovství Evropy ve fotbale 2008 nad Skotskem. Byl součástí ukrajinského týmu na Mistrovství Evropy ve fotbale 2012, ale neobjevil se ve skupinové fázi. O čtyři roky později byl Kučer opět součástí 23členné soupisky své země, která se měla zúčastnit Mistrovství Evropy ve fotbale 2016. Tentokrát nastoupil při prohře 1:0 s Polskem, ale Ukrajina byla opět vyřazena již ve skupinové fázi.

## Statistiky

### Klubové
| Klub              | Sezóna            | Liga              | Liga   | Liga | Národní pohár | Národní pohár | Kontinentální | Kontinentální | Ostatní | Ostatní | Celkově | Celkově |
| Klub              | Sezóna            | Divize            | Zápasy | Góly | Zápasy        | Góly          | Zápasy        | Góly          | Zápasy  | Góly    | Zápasy  | Góly    |
| ----------------- | ----------------- | ----------------- | ------ | ---- | ------------- | ------------- | ------------- | ------------- | ------- | ------- | ------- | ------- |
| Šachtar Doněck    | 2006/07           | Premjer-liha      | 14     | 0    | 4             | 1             | 5             | 0             | –       | –       | 23      | 1       |
| Šachtar Doněck    | 2007/08           | Premjer-liha      | 21     | 1    | 4             | 0             | 8             | 0             | –       | –       | 33      | 1       |
| Šachtar Doněck    | 2008/09           | Premjer-liha      | 15     | 0    | 2             | 0             | 11            | 0             | 1       | 0       | 29      | 0       |
| Šachtar Doněck    | 2009/10           | Premjer-liha      | 14     | 1    | 1             | 0             | 10            | 0             | 1       | 0       | 26      | 1       |
| Šachtar Doněck    | 2010/11           | Premjer-liha      | 10     | 0    | 5             | 0             | 3             | 0             | –       | –       | 18      | 0       |
| Šachtar Doněck    | 2011/12           | Premjer-liha      | 21     | 0    | 4             | 1             | 6             | 0             | 1       | 0       | 32      | 1       |
| Šachtar Doněck    | 2012/13           | Premjer-liha      | 15     | 3    | 4             | 0             | 7             | 0             | 1       | 0       | 27      | 3       |
| Šachtar Doněck    | 2013/14           | Premjer-liha      | 13     | 1    | 4             | 0             | 8             | 0             | 1       | 0       | 26      | 1       |
| Šachtar Doněck    | 2014/15           | Premjer-liha      | 11     | 0    | 6             | 1             | 6             | 0             | 1       | 0       | 24      | 1       |
| Šachtar Doněck    | 2015/16           | Premjer-liha      | 11     | 1    | 3             | 1             | 13            | 1             | 1       | 0       | 28      | 3       |
| Šachtar Doněck    | 2016/17           | Premjer-liha      | 22     | 0    | 1             | 0             | 6             | 0             | 0       | 0       | 29      | 0       |
| Šachtar Doněck    | Celkově           | Celkově           | 167    | 7    | 38            | 4             | 83            | 1             | 7       | 0       | 295     | 12      |
| Kayserispor       | 2017/18           | Süper Lig         | 21     | 0    | 5             | 0             | –             | –             | –       | –       | 26      | 0       |
| Kayserispor       | 2018/19           | Süper Lig         | 19     | 0    | 5             | 1             | –             | –             | –       | –       | 24      | 1       |
| Kayserispor       | Celkově           | Celkově           | 40     | 0    | 10            | 1             | –             | –             | –       | –       | 50      | 1       |
| Celkově v kariéře | Celkově v kariéře | Celkově v kariéře | 207    | 7    | 48            | 5             | 83            | 1             | 7       | 0       | 345     | 13      |

### Reprezentační
| Národní tým | Rok     | Zápasy | Góly |
| ----------- | ------- | ------ | ---- |
| Ukrajina    | 2006    | 2      | 1    |
| Ukrajina    | 2007    | 5      | 0    |
| Ukrajina    | 2008    | 4      | 0    |
| Ukrajina    | 2009    | 8      | 0    |
| Ukrajina    | 2010    | 2      | 0    |
| Ukrajina    | 2011    | 7      | 0    |
| Ukrajina    | 2012    | 3      | 1    |
| Ukrajina    | 2013    | 6      | 0    |
| Ukrajina    | 2014    | 6      | 0    |
| Ukrajina    | 2015    | 4      | 0    |
| Ukrajina    | 2016    | 8      | 0    |
| Ukrajina    | 2017    | 2      | 0    |
| Celkově     | Celkově | 57     | 2    |

#### Reprezentační góly
Skóre a výsledky Ukrajiny jsou vždy zapsány jako první. Góly Olexandra Kučera jsou zvýrazněny.
| Gól | Datum              | Místo                                                  | Soupeř    | Skóre | Výsledek | Soutěž                                            |
| --- | ------------------ | ------------------------------------------------------ | --------- | ----- | -------- | ------------------------------------------------- |
| 1.  | 11. října 2006     | Národní sportovní komplex Olimpijskyj, Kyjev, Ukrajina | Skotsko   | 1:0   | 2:0      | Kvalifikace na Mistrovství Evropy ve fotbale 2008 |
| 2.  | 13. listopadu 2012 | Národní stadion Vasil Levski, Sofie, Bulharsko         | Bulharsko | 1:0   | 1:0      | Přátelský zápas                                   |

### Trenérské
Platí k zápasu hranému 4. června 2023.
| Klub              | Země              | Od                | Do                | Statistiky | Statistiky | Statistiky | Statistiky | Statistiky | Statistiky | Statistiky | Statistiky |
| Klub              | Země              | Od                | Do                | Z          | V          | R          | P          | VG         | OG         | GR         | % Výher    |
| ----------------- | ----------------- | ----------------- | ----------------- | ---------- | ---------- | ---------- | ---------- | ---------- | ---------- | ---------- | ---------- |
| Metalist Charkov  | Ukrajina          | 30. července 2020 | 12. července 2022 | 49         | 43         | 4          | 2          | 132        | 19         | +113       | 87.76      |
| Dnipro-1          | Ukrajina          | 29. července 2022 |                   | 41         | 25         | 6          | 10         | 76         | 42         | +34        | 60.98      |
| Celkově v kariéře | Celkově v kariéře | Celkově v kariéře | Celkově v kariéře | 90         | 68         | 10         | 12         | 208        | 61         | +147       | 75.56      |

## Úspěchy
Šachtar Doněck
- Premjer-liha: 2007/08, 2009/10, 2010/11, 2011/12, 2012/13, 2013/14, 2016/17
- Ukrajinský pohár: 2007/08, 2010/11, 2011/12, 2012/13, 2015/16, 2016/17
- Ukrajinský Superpohár: 2008, 2010, 2012, 2013, 2014, 2015
- Pohár UEFA: 2008/09